# Passage Olivier-de-Serres
Le passage Olivier-de-Serres est une voie du 15e arrondissement de Paris, en France.

## Situation et accès
Le passage Olivier-de-Serres est une voie, en partie privée, située dans le 15e arrondissement de Paris. Il débute au 363, rue de Vaugirard et se termine au 30, rue Olivier-de-Serres. Il présente la particularité de communiquer avec cette dernière rue par un escalier.

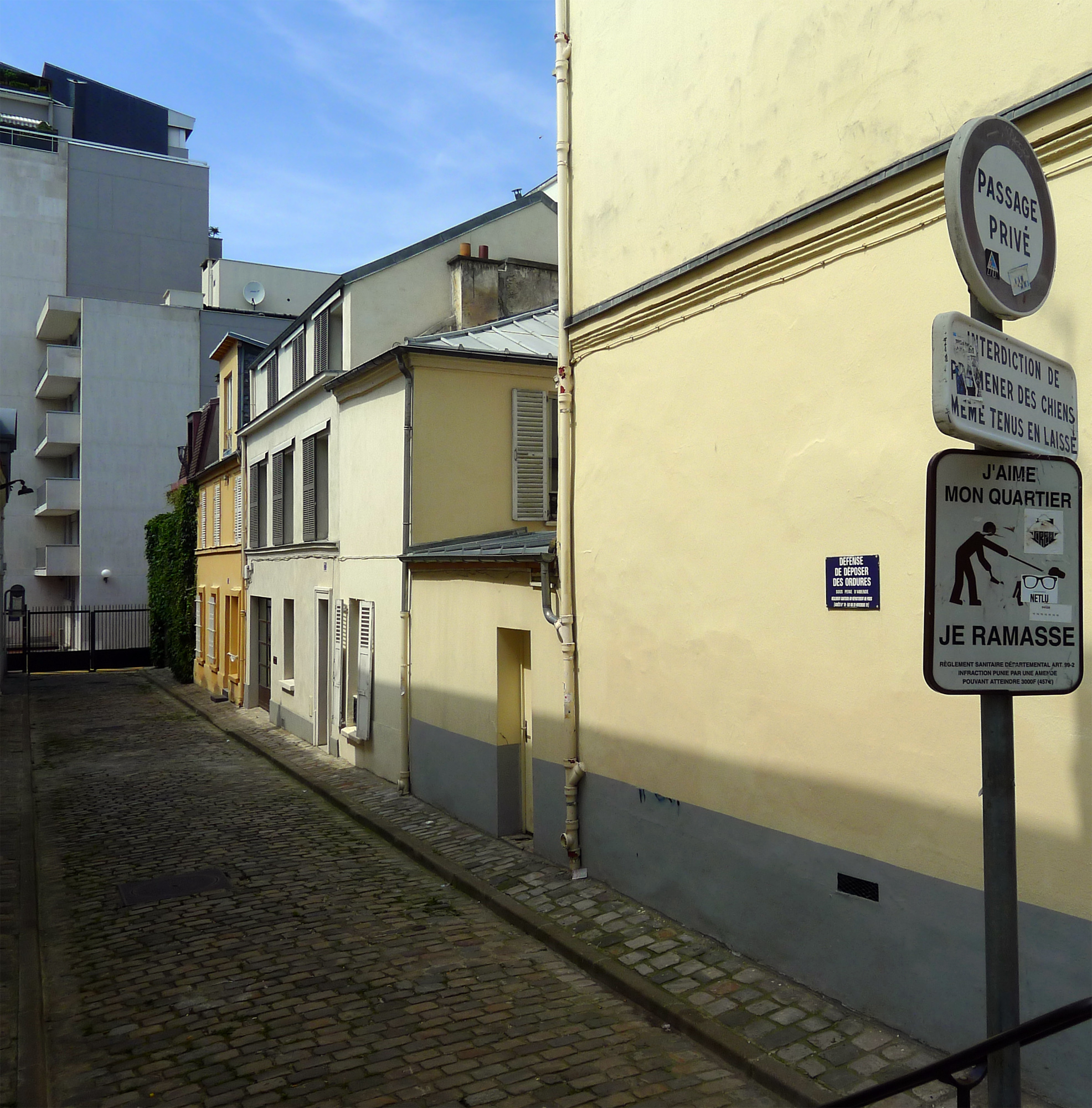
Passage partiellement privé.
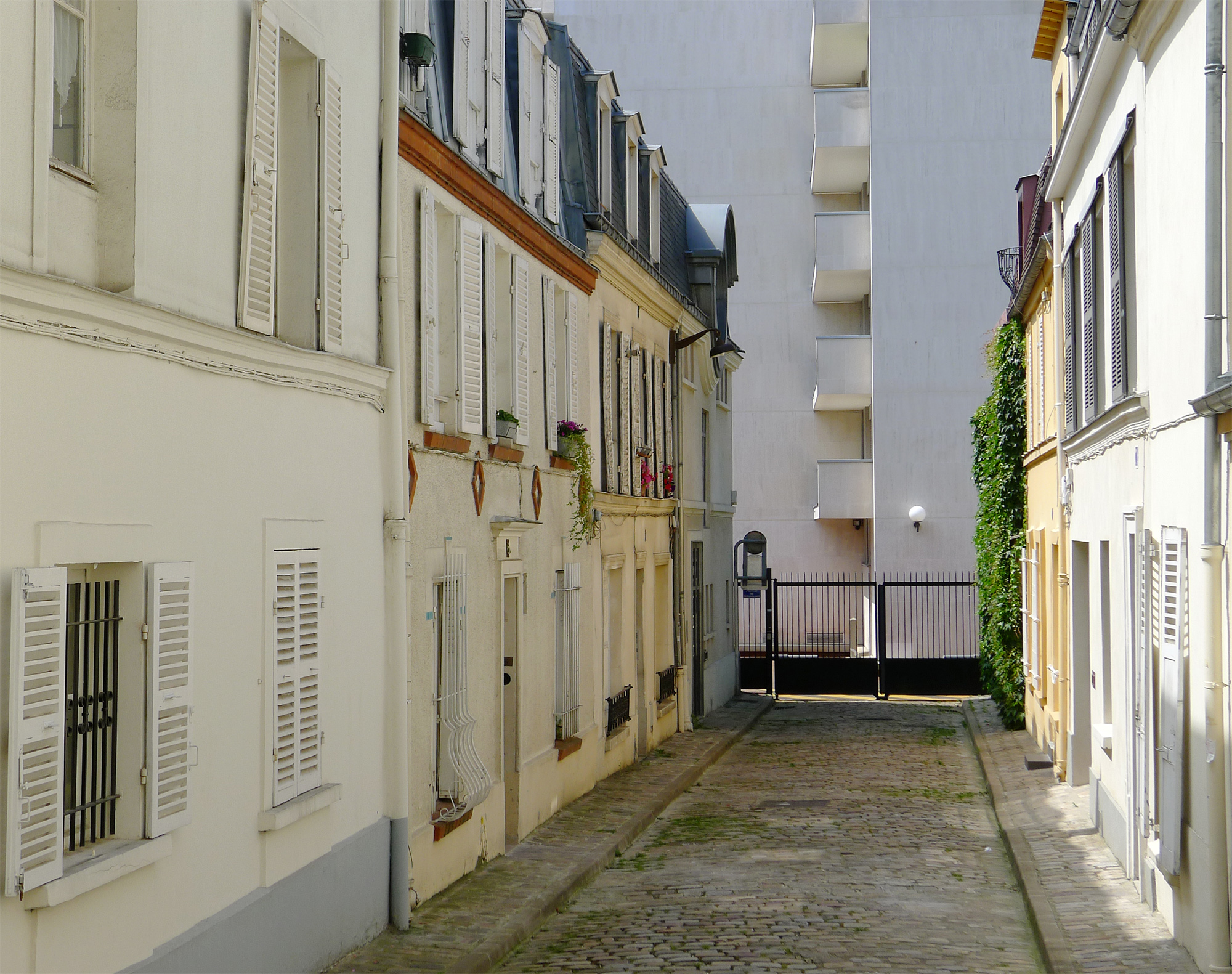
Porte limitant l'accès.
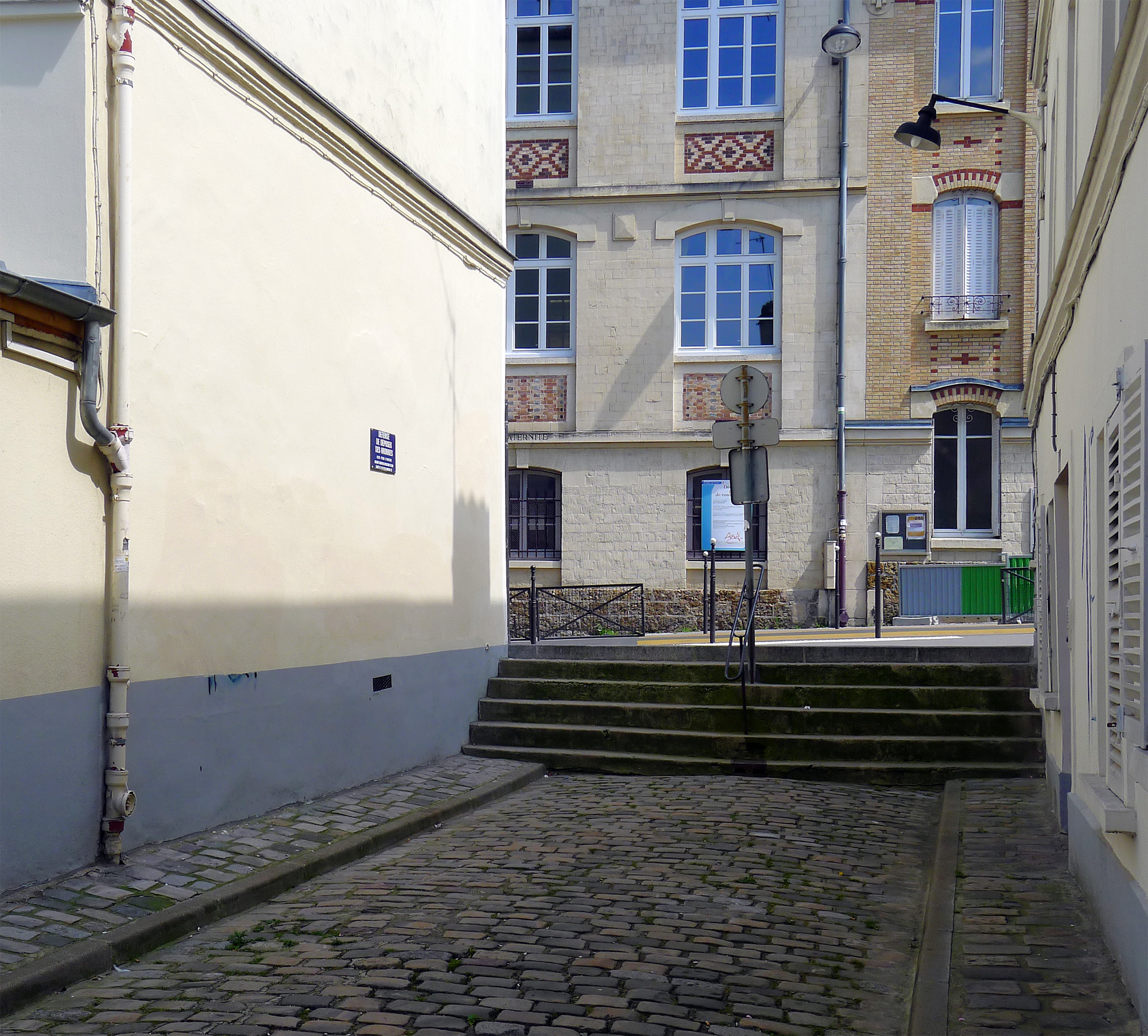
Escalier permettant l'accès à la rue Olivier-de-Serres.

## Origine du nom
Elle tient son nom de son voisinage avec la rue Olivier-de-Serres qui porte le nom de l'agronome français Olivier de Serres (1539-1619).

## Historique
Cette voie, qui s'appelait en 1860 « passage de l'Isly », prend sa dénomination actuelle le 10 novembre 1873. 